# Bloedbad van Butrimonys
Het Bloedbad van Butrimonys was een massamoord gericht tegen de Joodse bevolking in het stadje Butrimonys in Litouwen.
In september 1941 hadden de Duitsers bevolen om alle Joden, ook vrouwen en kinderen, te vermoorden. Op 9 september 1941 werden de Joden uit Butrimonys bij elkaar gedreven en naar grote kuilen gedreven. Deze kuilen bevonden zich ongeveer twee kilometer buiten het stadje. Aangekomen bij de kuilen namen Litouwse militairen, die onder Duits bevel stonden, het initiatief. Enkele Duitse militairen zagen erop toe dat de executie ook daadwerkelijk werd uitgevoerd.
Vele dorpelingen waren getuige van de massamoord net buiten Butrimonys. Ze kregen van de Joden veelal kleren toegeworpen, zodat deze niet in de handen van de bezetter zouden vallen. Geld werd verscheurd om eenzelfde reden.
De meeste Joden waren ten tijde van de executie al zwak door de honger en gebrek aan onderdak. In totaal kwamen 740 Joden om het leven, waaronder 303 kinderen.
Ardeatijnse-grotten · Babi Jar · Bleiburg · Bronnaja Gora · Butrimonys · Canicattì · Changjiao · Chatyn · Distomo · Glitiškės · Kamjanets-Podilsky · Katyn · Ležáky · Lidice · Maillé · Malmedy · Nanjing · Oradour-sur-Glane · Paneriai · Sochy · Trhová Kamenice · Tulle · Vinkt · Wereth